# 訃報 2006年
訃報 2006年（ふほう 2006ねん）は、2006年（平成18年）中に物故した人物をまとめたものである。詳細は月別訃報記事を参照のこと。

## 月別の訃報記事一覧
- 訃報 2006年1月
- 訃報 2006年2月
- 訃報 2006年3月
- 訃報 2006年4月
- 訃報 2006年5月
- 訃報 2006年6月
- 訃報 2006年7月
- 訃報 2006年8月
- 訃報 2006年9月
- 訃報 2006年10月
- 訃報 2006年11月
- 訃報 2006年12月

## 関連書籍
- 『現代物故者事典（2006 - 2008）』日外アソシエーツ、2009年3月1日。ISBN 978-4-8169-2165-0。